# Curtiss SBC Helldiver
Curtiss SBC Helldiver byl jednomotorový dvoumístný střemhlavý bombardér vyráběný společností Curtiss-Wright Corporation. Byl to poslední vojenský dvouplošník objednaný US Navy.

## Vznik a vývoj

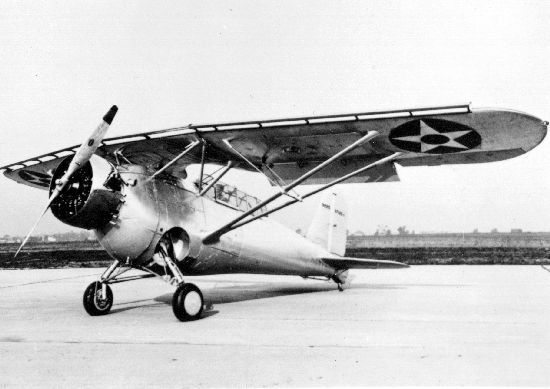
Stíhací letoun Curtiss XF12C-1 s parasolovým křídlem

V roce 1932 přidělilo Námořnictvo Spojených států amerických firmě Curtiss kontrakt na návrh dvoumístného jednoplošného stroje se zatahovacím podvozkem, který měl být poháněn motorem Pratt & Whitney R-1535 a který měl být použit jako palubní stíhačka. Výsledný stroj s označením XF12C-1, který poprvé vzlétl v roce 1933. Jeho role byla nejprve změněna na průzkumný letoun a pak na průzkumný bombardér, ale křídla, jaká XSBC-1 používal, byla nevhodná pro střemhlavé bombardování. Design byl přepracován na dvouplošník jehož prototyp označený jako XSBC-2 poprvé vzlétl 9. prosince 1935.
První sériový model SBC-3 byl poháněn hvězdicovým motorem Pratt & Whitney R-1535 Twin Wasp Junior. SBC-3 byl do služby zařazen v roce 1938, přičemž bylo postaveno 83 strojů této verze.
Verze SBC-4 byla poháněna motorem Wright R-1820 Cyclone 9. SBC-4 vstoupila do služby v roce 1939. Celkem bylo vyrobeno 174 strojů SBC-4 včetně 50, jenž byly dodány francouzskému Aviation Navale. Pět letounů z francouzské objednávky bylo dodáno britské Fleet Air Arm, kde sloužily pod označením Curtiss Cleveland.

## Nasazení

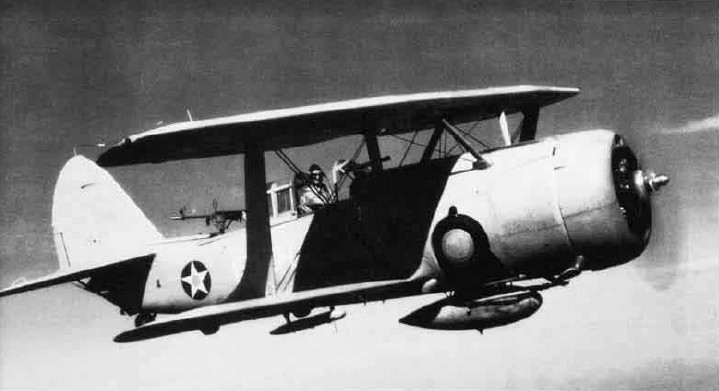
Curtiss SBC-4 Helldiver od průzkumné jednotky VMO-151 v roce 1941

První dodávky nového stroje převzalo námořnictvo v polovině roku 1937, přičemž první část byla přidělena na letadlovou loď USS Yorktown, ale bývalý moderní dvouplošník se mezitím stal zastaralým. Byl přeřazen do role spojovacího letadla a pokročilého cvičného stroje na Floridě. Poslední z nich byl vyřazen z registru námořnictva v říjnu 1944 .
Zájem o tento koncept střemhlavého bombardéru vedl k jeho objednávkám ze zahraničí. Francouzské námořnictvo si objednalo 50 strojů SBC-4, přičemž celkem bylo na export postaveno 174 ks tohoto stroje. Tímto designem byl kromě jiných ovlivněn i Junkers Ju 87 Stuka.
SBC Helldiver nebyl předurčen mít dlouhou služební kariéru v americkém námořnictvu, ale jeho dopad se odrazil při nacvičování střemhlavého bombardování a zlepšování schopností pilotů do takové míry, že mohli vyhrát válku v Pacifiku.

### Francouzské SBC-4

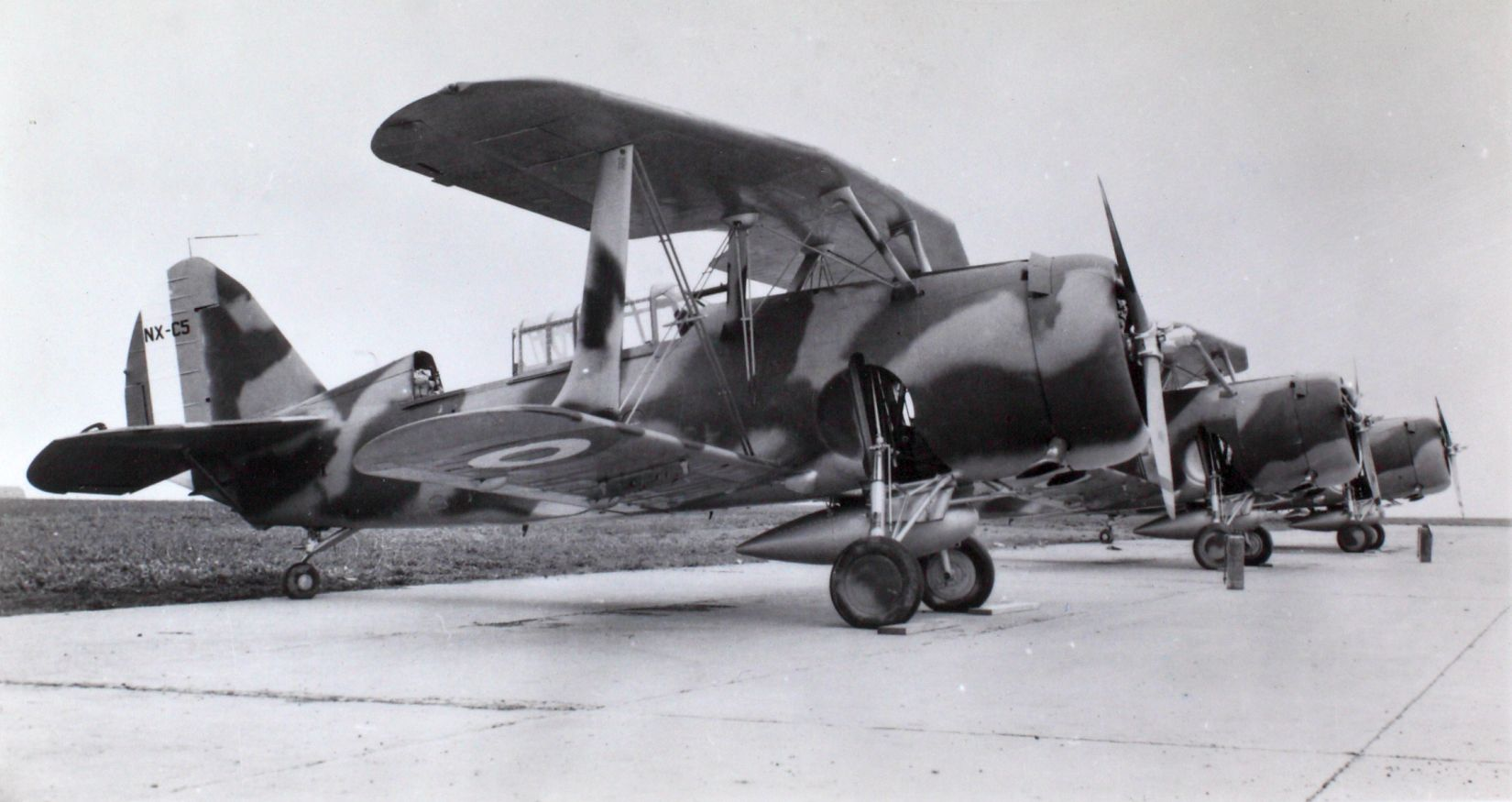
Francouzské stroje Curtiss SBC-4 Helldiver

Ve skutečnosti 50 strojů SBC-4, které byly dodány francouzskému námořnictvu bylo již zařazených do služby v námořnictvu Spojených států. Dne 6. června 1940 dostali záložní piloti námořnictva rozkaz okamžitě přeletět s 50 stroji SBC-4 do továrny Curtiss v Buffalu ve státě New York. V Buffalu na úřadě letectví je informovali, že jejich letadla přeletí do Halifaxu v Novém Skotsku, kde budou naloděny na francouzskou letadlovou loď Béarn. Během letu z Buffala do Halifaxu vystupovali záložní piloti jako zaměstnanci firmy Curtiss.
Curtiss každému pilotovi zaplatil $ 250 a zpáteční lístek z Halifaxu do Buffala. Museli si však odstranit všechny výložky námořnictva na svých uniformách nebo je přelepit. Po návratu do Buffala se všichni vrátili na své domovské základny.
Zaměstnanci Curtisse pracovali i přesčasy, aby odstranili nebo vyměnili všechny přístroje a zařízení, které byly označeny jako BUAERO, BUSHIPS nebo BUORD. Kulomet ráže 7,62 mm používaný námořnictvem byl nahrazen 12,7 mm kulomety a letadla byly přetřena na francouzskou kamufláž a s francouzskými výsostnými znaky na směrovém kormidle. Ukvapená úprava nedovolovala podrobnou výstupní kontrolu vyměněných přístrojů. Počasí na cestě z Buffala do Halifaxu zhoršil déšť a mlha a inspektor leteckého úřadu dočasně pozastavil lety poté, co jeden z prvních pilotů zahynul při nehodě mezi Buffalem a Albany.
Když se počasí zlepšilo, formace po třech strojích vzlétly z Buffala do Burlingtonu ve Vermontu, pak přes Bílé hory do Augusty v Maine a nakonec do Houltonu v Maine. Po přistání v Houltonu byly letouny převezeny přes kanadskou hranici, odkud se následné vznesly z provincie Nový Brunšvik, aby se tak vyhnuly zákonným předpisům zakazujícím lety přes hranice. Zbývajících 49 strojů přeletělo přes záliv Fundy a byly naloženy na palubu Béarnu v Dartmouthu v Novém Skotsku. Ale během plavby Béarnu přes Atlantik Francie kapitulovala. Proto Béarn zamířila na jih na Martinik, kde SBC-4 rezly v důsledku vlhkého karibského počasí, čekajíc pod kopcem poblíž Fort-de-France. Pět strojů z francouzské objednávky bylo doručeno britské RAF, která je pojmenovala Curtiss Cleveland Mk.I.

## Specifikace (SBC-4)

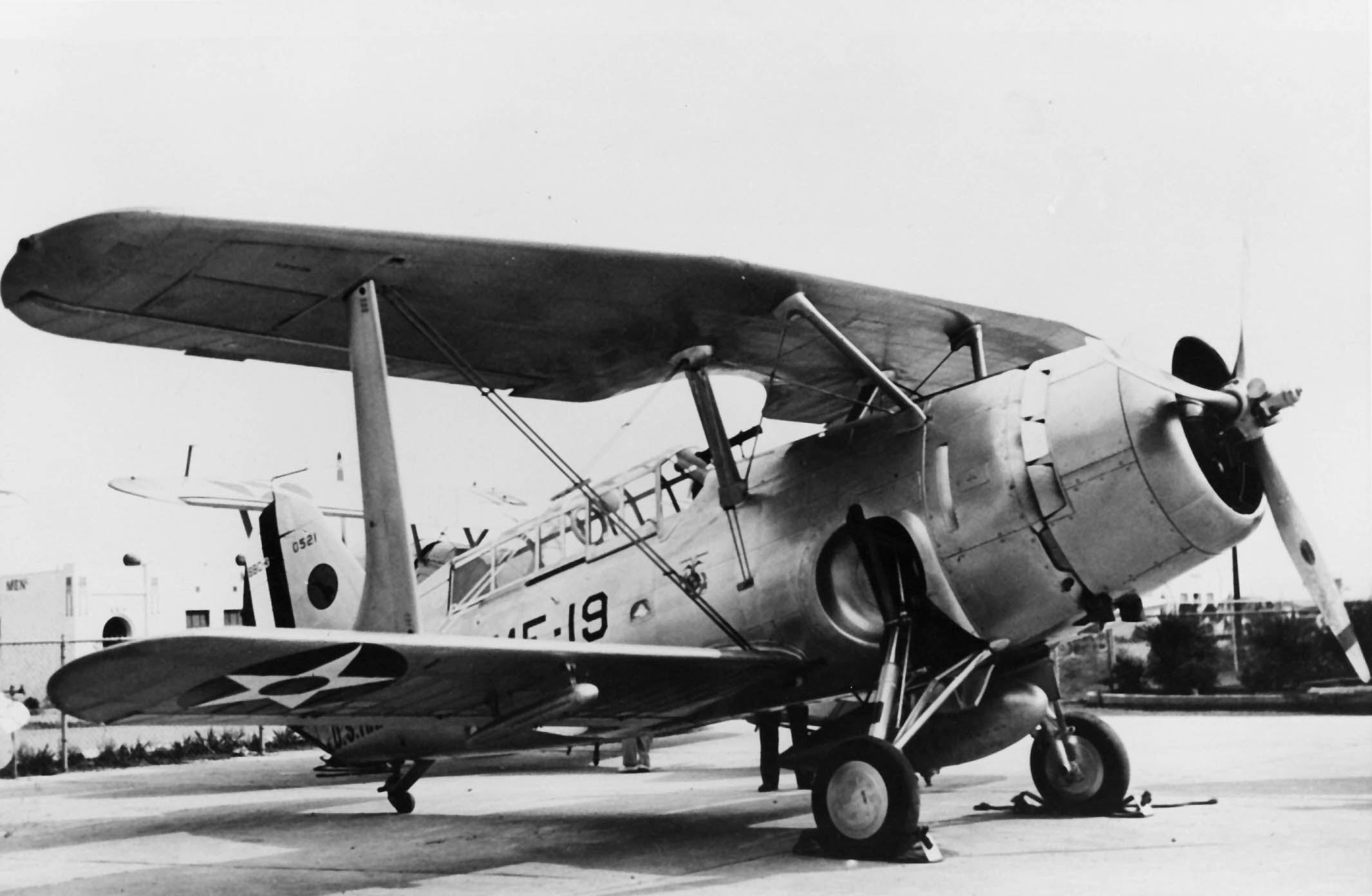
Curtiss SBC-3 Helldiver (výrobní číslo 0521) ve službě jednotky námořnictva VF-2 koncem 30. let

### Technické údaje
- Posádka: 2 (pilot, střelec)
- Délka: 8,64 m
- Rozpětí: 10,36 m
- Výška: 3,84 m
- Plocha křídel: 29,5 m²
- Plošné zatížení: – kg/m²
- Prázdná hmotnost: 2196 kg

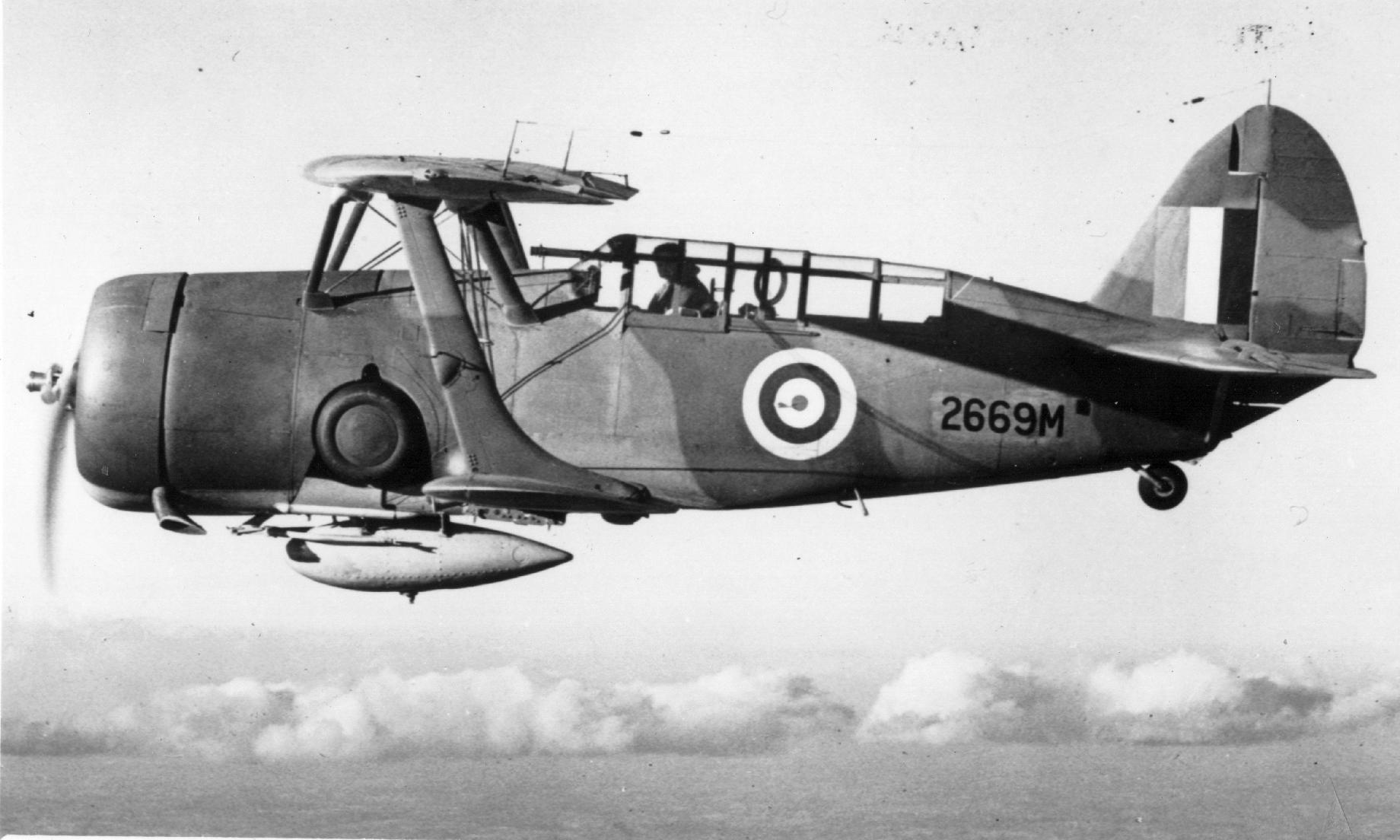
Curtiss Cleveland Mk.I (2669M) RAF

- Max. vzletová hmotnost : 3462 kg
- Pohonná jednotka: 1× hvězdicový motor Wright R-1820-34 Cyclone
- Výkon pohonné jednotky: 950 k (709 kW)

### Výkony
- Cestovní rychlost: 205 km/h
- Maximální rychlost: 380 km/h
- Dolet: 950 km
- Dostup: 8320 m
- Stoupavost: – m/s
- Poměr výkon/hmotnost: – kW/kg

### Výzbroj
- 1× pevný kulomet Browning ráže 7,62 mm
- 1× pohyblivý kulomet ráže 7,62 mm
- 1× 450 kg letecká puma